# Estakhanovisme

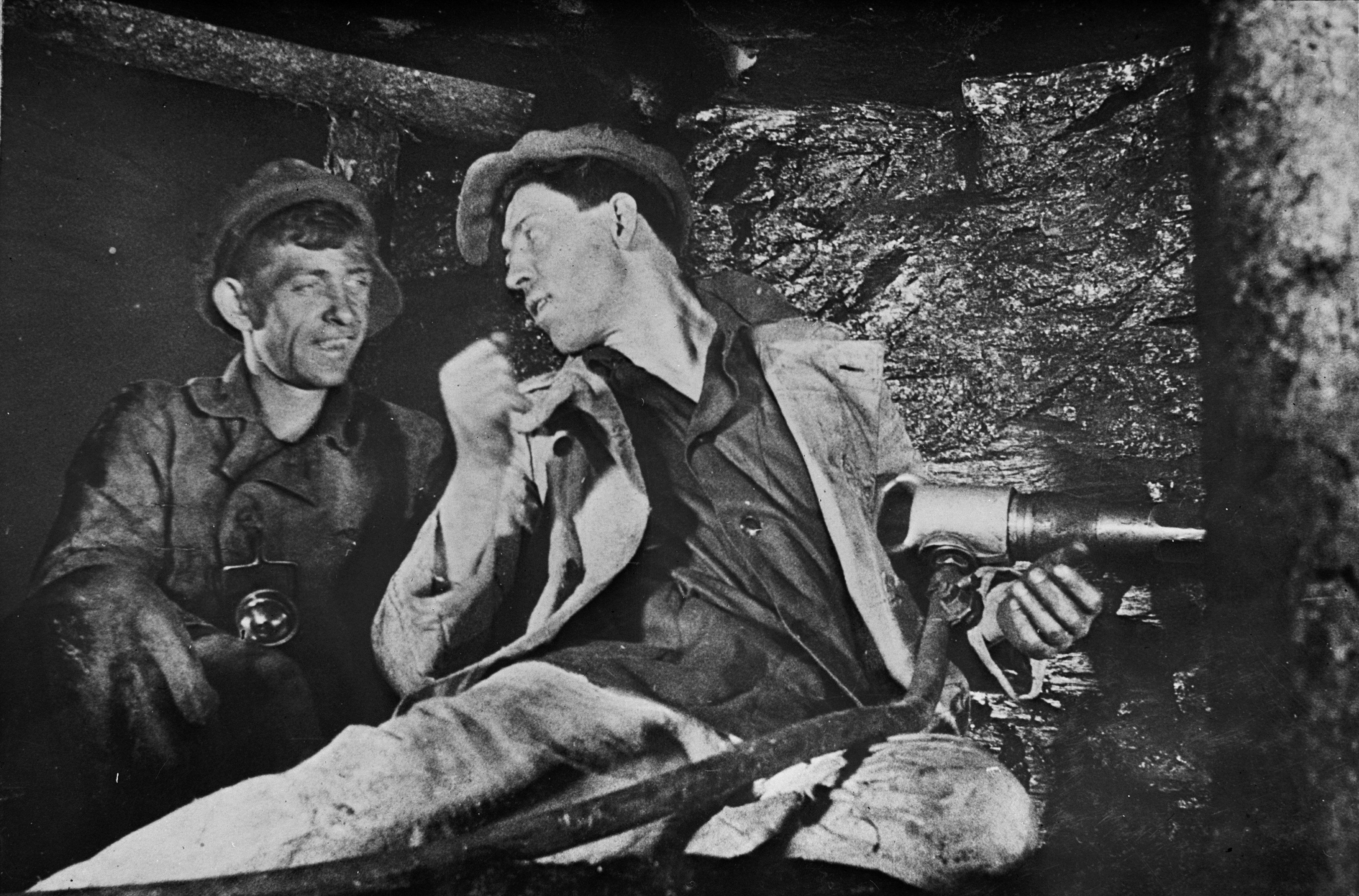
Stakhànov (a la dreta) amb un company de feina a la mina

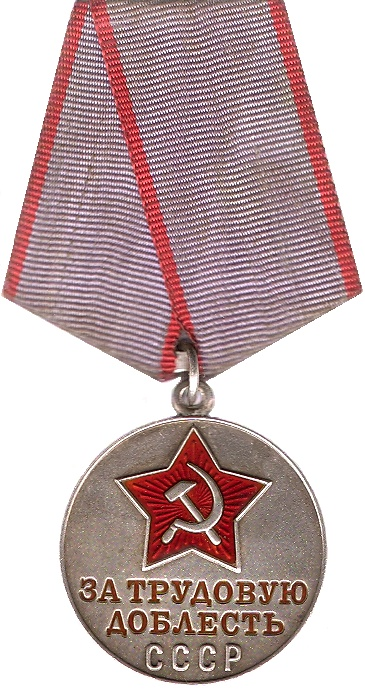
Medalla als estakhanovistes (Medalla dels Treballadors Distingits)

L'estakhanovisme, o stakhanovisme, va ser un moviment obrer socialista que va néixer a l'antiga Unió Soviètica arran del miner Aleksei Stakhànov i que propulsava l'augment de la productivitat laboral, basat en la pròpia iniciativa dels treballadors.
El 31 d'agost de 1935, Stakhànov era miner en un pou de carbó a Donetsk i va assolir la fita d'extraure, en un sol dia, 102 tones de carbó, amb què va superar 14 vegades la mitjana. A causa d'aquest fet, es va iniciar un moviment obrer per a l'increment del rendiment de la producció en el treball, i es va començar a aplicar a totes les branques de la indústria soviètica.
L'èxit d'aquest moviment va ser tan gran que la primera conferència estakhanovista es va realitzar al Kremlin el novembre de 1935, on Stalin la va elogiar. No obstant això, al cap de poc temps va produir una disparitat salarial i problemes entre els treballadors.
Aquest moviment va provocar la fi dels kolkhozos en la indústria, que quedaren relegats tan sols al camp agrícola.

## Generalització del terme
Per extensió, s'anomena estakhanovisme tots el conjunt d'esforços portats a terme per implicar el treballador i animar-lo a adherir-se als objectius de la seva empresa. El mot estakhanovista pot també descriure una persona molt aplicada a la seva feina: eficaç, perfeccionista.

## L'estakhanovisme en l'actualitat
Les empreses capitalistes han fet seues algunes de les tècniques de l'estakhanovisme per animar l'emulació entre treballadors i augmentar els rendiments amb un ús menor del factor treball. Bàsicament, es busca augmentar els lligams entre treballador i empresa (n'és un exemple el paternalisme a les fàbriques de Michelin). El management japonès és capdavanter a l'hora d'aconseguir una fidelitat total cap a l'empresa, amb la creació, fins i tot, dels himnes de l'empresa. Un altre exemple podria ser la creació del concepte del treballador del mes, popularitzat per la cadena McDonald's.
En honor de Stakhànov, a Donetsk precisament, el 1936 es va fundar un club de futbol anomenat Stakhànovets Stàlino, és a dir, els Estakhanovistes de Stàlino. Aquest club juga actualment a la Lliga Premier d'Ucraïna, amb el nom de FC Xakhtar Donetsk.